# З Африки (фільм, 1985)
«З Африки» (англ. Out of Africa) — американська епічна романтична драма, художній фільм 1985 року режисера Сідні Поллака, з Робертом Редфордом і Меріл Стріп у головних ролях. Фільм заснований на однойменній автобіографічній книзі 1937 року баронеси Карен Крістенсе фон Бліксен-Фінеке, яка писала під псевдонімом Ісак Дінесен (Isak Dinesen), з додатковими матеріалами з книги Дінесен «Тіні на траві» (Shadows on the Grass, 1961), а також на книгах Джудіт Турман «Isak Dinesen: The Life of a Story Teller» і Ерола Требинського «Silence Will Speak».
Фільм отримав позитивні відгуки від критиків. Він також мав комерційний успіх і виграв сім премій «Оскар», включаючи «Найкращий фільм» і «Найкращий режисер» для Поллака.

## Сюжет
Події фільму відбуваються в 1914 —1931 роках у Кенії. Заможна Карен Бліксен (Меріл Стріп) одружилася з бароном Брором фон Бліксен-Фінеке (Клаус Марія Брандауер) і отримала титул баронеси. Незабаром подружжя переїхало до Африки, де заклало кавову плантацію. Проте Карен швидко залишилася там одна, барон замість того, щоб займатися плантацією, воліє полювання і розваг. Самотня Карен намагається віднайти кохання з Денисом Фінч Гатоном (Роберт Редфорд), місцевим мисливцем, якого вона зустріла в Африці. Однак після кількох спроб перетворити їх стосунки на тривалі, Карен розуміє, що Дениса неможливо змінити. Він теж занадто цінує свою свободу…

## Ролі виконують
| Меріл Стріп           | •••• | Карен Бліксен               |
| Роберт Редфорд        | •••• | Денис Фінч Гатон            |
| Клаус Марія Брандауер | •••• | Брор Бліксен / Ганс Бліксен |
| Майкл Кітчен          | •••• | Берклі Коул                 |
| Майкл Гоф             | •••• | Лорд Деламер                |
| Рейчел Кемпсон        | •••• | леді Белфілд                |

## Нагороди
- 1985 Премія «Оскар» Академії кінематографічних мистецтв і наук:
  - Премія «Оскар» за найкращий фільм — Сідні Поллак
  - Премія «Оскар» за найкращу режисерську роботу — Сідні Поллак
  - Премія «Оскар» за найкращу роботу художника-постановника — Стівен Б. Граймс, Джозі Макавин
  - Премія «Оскар» за найкращу операторську роботу — Девід Воткин
  - Премія «Оскар» за найкращий адаптований сценарій — Курт Люедтке
  - Премія «Оскар» за найкращу музику до фільму — Джон Баррі
  - Премія «Оскар» за найкращий звук — Кріс Дженкінс, Гарі Александр, Ларі Стенволд, Пітер Гендфорд
- 1985 Премія «Золотий глобус» Голлівудської асоціації іноземної преси:
  - Премія «Золотий глобус» за найкращий фільм — драма
  - за найкращу чоловічу роль другого плану — кінофільм — Клаус Марія Брандауер
  - за найкращу музику до фільму — Джон Баррі
- 1985 Премія Асоціації кінокритиків Лос-Анджелеса:
  - найкращій акторці — Меріл Стріп
  - найкращому кінооператорові — Девід Воткин
- 1987 Премія БАФТА, Британської академії телебачення та кіномистецтва:
  - за найкращий сценарій[en] — Курт Люедтке
  - за найкращу операторську роботу[en] — Девід Воткін
  - за найкращий звук[en] — Том Маккарті, Пітер Генфорд, Кріс Дженкінс